# Condado de Sidón
El Condado de Sidón fue uno de los cuatro principales feudos del Reino de Jerusalén, uno de los Estados Cruzados. Sin embargo, aunque parece que era más pequeño que los otros, tuvo el mismo nivel de importancia que varios de sus vecinos, tales como Toron y Beirut, los cuales eran sub-vasallos.
Sidón fue capturado en diciembre de 1110 y otorgado a Eustaquio Grenier. El señorío era una franja costera sobre el Mar Mediterráneo entre Tiro y Beirut. Fue conquistado por Saladino en 1187 y permaneció en poder musulmán hasta 1197. En el siglo XIII Julián Grenier lo vendió a los Caballeros Templarios, pero en 1260 fue destruido por los mongoles luego de la Batalla de Ain Jalut y sus ruinas fueron capturadas por los mamelucos. Uno de los vasallos de este señorío era el Señorío de los Shuf.

## Señores de Sidón
- Eustaquio Grenier (1110-1123)
- Gerardo Grenier (1123-1171)
- Reinaldo Grenier (1171-1187, titular a partir de entonces)
- Conquistado por Saladino, 1187-1197
- Reinaldo Grenier (restaurado, 1197-1202)
- Balián Grenier (1202-1239)
- Julián Grenier (1239-1260, titular a partir de entonces)
- Vendido a los caballeros Templarios (1260)
- Julián Grenier (titular, 1260-1275)
- Balián II Grenier (titular, 1275-1277)
- Felipe de Lusignan (titular, aprox. 1460)
- Febo de Lusignan (titular, antes de julio de 1485)

### Señorío de Schuf
El Señorío de Schuf fue creado a partir del Condado de Sidón como su vasallo hacia 1170. Abarcaba la zona alrededor de la fortaleza denominada La Cueva de Tirón. Julián de Sidón lo vendió a los Caballeros Teutónicos en 1256.
- Andrés de Schuf (siglo XIII)
- Juan de Schuf (siglo XIII)
- Julián de Sidón (mediados del siglo XIII)